# La Roussotte
La Roussotte est un vaudeville-opérette français en trois actes et un prologue.
Les paroles ont été écrites par Henri Meilhac, Ludovic Halévy et Albert Millaud, et la musique composée par Hervé, Charles Lecocq et Marius Boullard. L'œuvre est créée le 28 janvier 1881 au Théâtre des Variétés à Paris avec Anna Judic dans le rôle-titre.

## Réception
Même s'il n'a pas eu autant de succès que Niniche (1878) ou Mam'zelle Nitouche (1882), La Roussotte a été donnée plus d'une centaine de fois lors de ses premières représentations, et Judic l'a interprété dans le monde entier en tournée dans le cadre de son répertoire.